# Viburnum colebrookianum
Viburnum colebrookianum är en desmeknoppsväxtart som beskrevs av Nathaniel Wallich. Viburnum colebrookianum ingår i släktet olvonsläktet, och familjen desmeknoppsväxter. Inga underarter finns listade i Catalogue of Life.